# Belson Stadium
O Belson Stadium é um estádio específico para futebol de 2.168 assentos localizado no Queens, na cidade de Nova York, no campus da St. John's University . É a casa dos times de futebol masculino e feminino do St. John's Red Storm . O estádio é único por ser construído em cima de uma garagem para economizar espaço no denso ambiente urbano do Queens. 

## História
O estádio foi batizado em homenagem a Maxine e Jerome Belson. O Sr. Belson se formou na faculdade de direito de St. John, foi membro do Conselho de Curadores da universidade e ex-benfeitor da universidade. Os Belsons doaram $ 6 milhões para a construção do estádio e outros $ 5 milhões foram arrecadados para o estacionamento e paisagismo. 
De 2013 a 2018, o estádio foi a casa do FA Euro New York da USL League Two (USL2). 
Em 13 de novembro de 2016, o estádio sediou o Soccer Bowl, jogo dos campeões da North American Soccer League (NASL), entre o New York Cosmos e o Indy Eleven . O Cosmos venceu nos pênaltis 4–2 diante de uma multidão de 2.150.  O Cosmos também jogou várias partidas da US Open Cup no estádio em 2015 e 2016. 
O estádio também é a casa do New York Pancyprian-Freedoms da Cosmopolitan Soccer League, liga afiliada a United States Adult Soccer Association .  